# Barco (Orzinuovi)
Barco (Barch in dialetto bresciano) è una frazione del comune di Orzinuovi, in provincia di Brescia.
Fu comune autonomo sino al 1927, poi aggregato al comune di Orzinuovi.

## Geografia fisica
La frazione di Barco sorge a 71 metri sul livello del mare, a poca distanza dal fiume Oglio.

## Origini del nome
Il termine Barco deriva dalla locuzione che indica un'area destinata alla caccia, caratterizzata da boschi abitatida animali da caccia, quali cervi, pavoni, conigli, anatre.

## Storia
Barco era noto un tempo anche con il nome di Castelbarco, come ricordato dal nome che ancor oggi porta la via che da Orzinuovi permette di raggiungere la frazione.
È molto famosa la processione del venerdì santo, una delle più importanti d'Italia, con la rappresentazione della Passione.
La Parrocchia di Barco, come il castello, è di epoca feudale e deve la sua origine alla famiglia Martinengo. La chiesa è dedicata a Papa Gregorio Magno, e possiede pregevoli statue dei dodici apostoli.
Nel 1610 Giovanni da Lezze descrive il territorio di Barco:
(Dal "Catastico Bresciano" Giovanni da Lezze)

## Monumenti e luoghi d'interesse

### Castello Martinengo
Il Castello Martinengo di Barco fu eretto da Gianfrancesco Martinengo, nel 1463, su quelle che erano le rovine di un precedente castello.
Al suo interno sono presenti alcuni affreschi opera del pittore Sebastiano Aragonese.
Il 15 agosto 1487 La Repubblica di Venezia concede al nobile Gianfrancesco Martinengo e ai suoi successori il titolo di conte di Barco. Il conte Gian Francesco fu un rispettabile condottiero della Repubblica di Venezia, esperto nelle cognizioni militari e valente architetto, a lui si deve l′edificazione della Rocca d′Anfo nel 1450.

### Chiesa parrocchiale di San Gregorio Magno
La chiesa, nata come cappella privata del castello, dal 1470 è sede parrocchiale per la comunità di Barco. 
Nel 1493 fu ricostruita ed ampliata per volere di Gianfrancesco Martinengo, conte di Barco. 

## Martinengo da Barco
La frazione di Barco dà il nome ad un ramo di una delle più importanti famiglie nobili bresciane: i conti Martinengo da Barco.
Con la morte del conte Leopardo nel 1884 si estinse il ramo dei Martinengo da Barco ed il castello venne venduto: la parte settentrionale alla ricca e facoltosa famiglia bergamasca dei Donadoni e successivamente acquistata dai fratelli Graifemberg, tuttora proprietari, la parte meridionale a Corvini Gio Batta da Soncino.

## Società
Abitanti censiti